# Partit Demòcrata de Corea
El Partit Demòcrata de Corea (en coreà: 민주한국당; RR: Minjuhangukdang, PDC) va ser un partit liberal de Corea del Sud.

## Història
El PDC va sorgir el 17 de gener de 1981 després de la prohibició del Nou Partit Demòcrata per part del recent règim dictatorial de Chun Doo-hwan. Així, el PDC va ser àmpliament percebut com a l'oposició controlada del règim, per preservar una imatge pretesament democràtica. Les faccions progressistes de l'antic NPD, com l'ex-president del partit Kim Young-sam o Kim Dae-jung no van reconèixer el partit successor, fundant al 1984 el Nou Partit Demòcrata de Corea.
Tanmateix, el PDC va aconseguir la segona posició a les eleccions legislatives de 1981, amb 81 diputats a l'Assemblea Nacional, exercint de partit d'oposició. Amb l'aparició del NPDC i desgastats pel seu paper moderat davant la dictadura, a les eleccions de 1985 va reduir-se el seu suport a només 35 diputats, passant a tercera força parlamentària.
Amb l'obertura del règim per part de Roh Tae-woo i la creació de nous partits, el PDC va perdre tota la seva representació a les eleccions de 1988, dissolent-se en conseqüència només tres dies més tard.

## Resultats electorals

### Eleccions Legislatives
| Any  | Líder       | Vots      | %     | Escons   | Escons  | Escons   | Escons | Pos. | Govern            |
| Any  | Líder       | Vots      | %     | Circum.  | Llista  | Total    | +/–    | Pos. | Govern            |
| ---- | ----------- | --------- | ----- | -------- | ------- | -------- | ------ | ---- | ----------------- |
| 1981 | Yu Chi-song | 3,495,829 | 21.57 | 57 / 184 | 24 / 92 | 81 / 276 | Nou    | 2n   | Oposició          |
| 1985 | Yu Chi-song | 3,930,966 | 19.68 | 26 / 184 | 9 / 92  | 35 / 276 | 46     | 3r   | Oposició          |
| 1988 | Yu Chi-song | 32,799    | 0.17  | 0 / 224  | 0 / 75  | 0 / 299  | 35     | 9è   | Extraparlamentari |